# Triplophyllum pilosissimum
Triplophyllum pilosissimum är en ormbunkeart som först beskrevs av John Smith och Thomas Moore, och fick sitt nu gällande namn av Holtt. Triplophyllum pilosissimum ingår i släktet Triplophyllum och familjen Tectariaceae. Inga underarter finns listade.